# Iglesia de San Francisco de Paula (Viver)
La iglesia de San Francisco de Paula, localizada en el núcleo urbano de Viver, en la comarca del Alto Palancia, es un lugar de culto, catalogado, de manera genérica Bien de Relevancia Local, según la Disposición Adicional Quinta de la Ley 5/2007, de 9 de febrero, de la Generalitat, de modificación de la Ley 4/1998, de 11 de junio, del Patrimonio Cultural Valenciano (DOCV Núm. 5.449 / 13/02/2007), con código: 12.07.140-002.

## Descripción Histórico artística
La actual iglesia de San Francisco de Paula, patrón de Viver, está considerada como ermita en el PGOU del Ayuntamiento, y es en realidad la iglesia del antiguo Convento de Religiosos Mínimos, cuya fundación data de los años 1603 o 1605.
Se construyó bajo la influencia del estilo barroco, utilizando como materiales mampostería y sillería, presentando en la fachada principal (que coincide con los pies de la planta del edificio) una puerta de acceso con dintel.
Externamente no cuenta con campanario, aunque sí con una pequeña espadaña en el centro de la fachada principal, para una sola campana, y su cubierta es a dos aguas.
Por su parte, en el interior, presenta una nave única con cuatro crujías y capillas en los laterales. La cubierta interior es de bóveda de cañón, apoyada en pilastras y arcos de medio punto; con lunetos para dar iluminación al interior del templo, en la nave principal y el sotocoro. Por su parte, las capillas laterales presentan como cubierta bóveda de cuarto de esfera en la capilla mayor y cubierta plana en la sacristía.
Presenta a los pies, sobre la entrada al templo, coro alto, con frentes rebajados y cuyo acceso se realiza mediante una escalera de caracol en madera y hierro.
La decoración interior se basa en pilastras adosadas con capitel compuesto y cuerpo arquitrabado, en los que se pueden observar ángeles de escayola sosteniendo la cornisa. También se presentan rocallas doradas datadas del siglo XVII, que son utilizadas para delimitar los elementos estructurales, como los lunetos, arcos, tramos centrales del arquitrabe y ventanas. Además, se decora el centro de cada uno de los tramos de la bóveda, con florones, y lo mismo se repite, aunque de mayor tamaño, en el ábside, el cual presenta como complemento decorativo, aunque muy mal conservadas, cinco pinturas sobre lienzo entre los costillares decorativos. La cubierta del coro es de bóveda de cuarto de esfera con pechinas decoradas por rocallas de escayola, esta vez sin pintar.

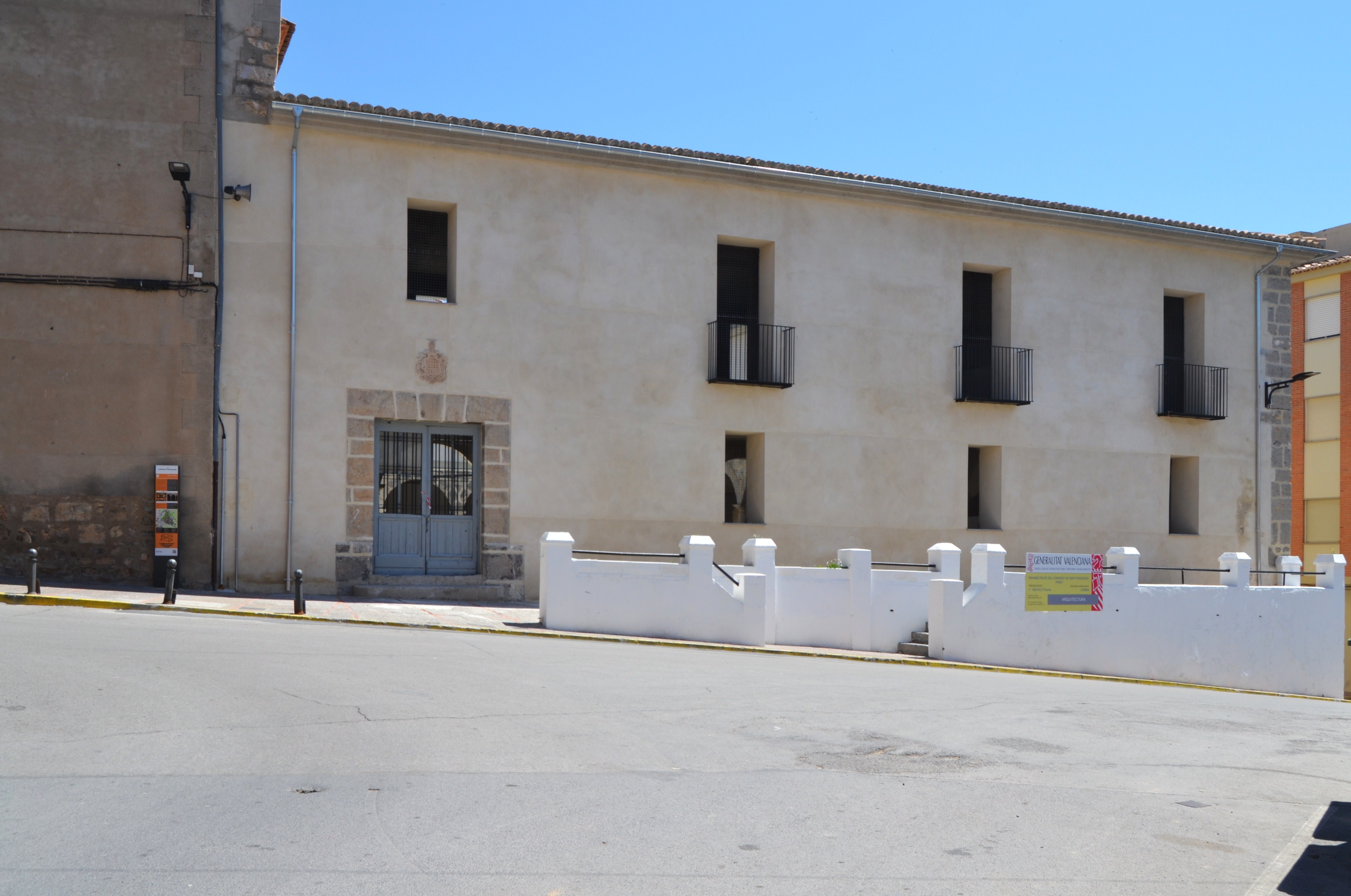
Fachada del antiguo convento.
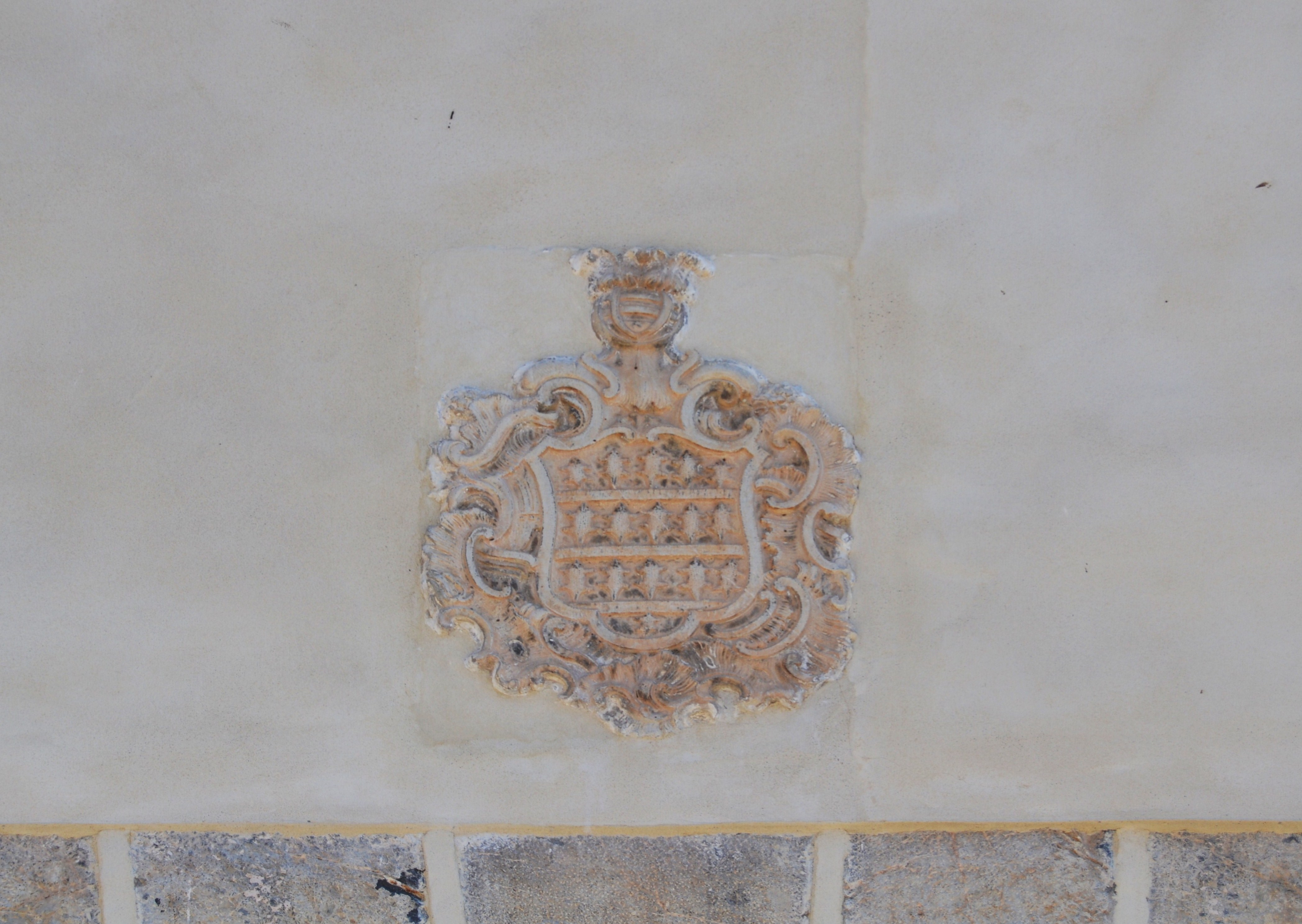
Escudo del antiguo convento.
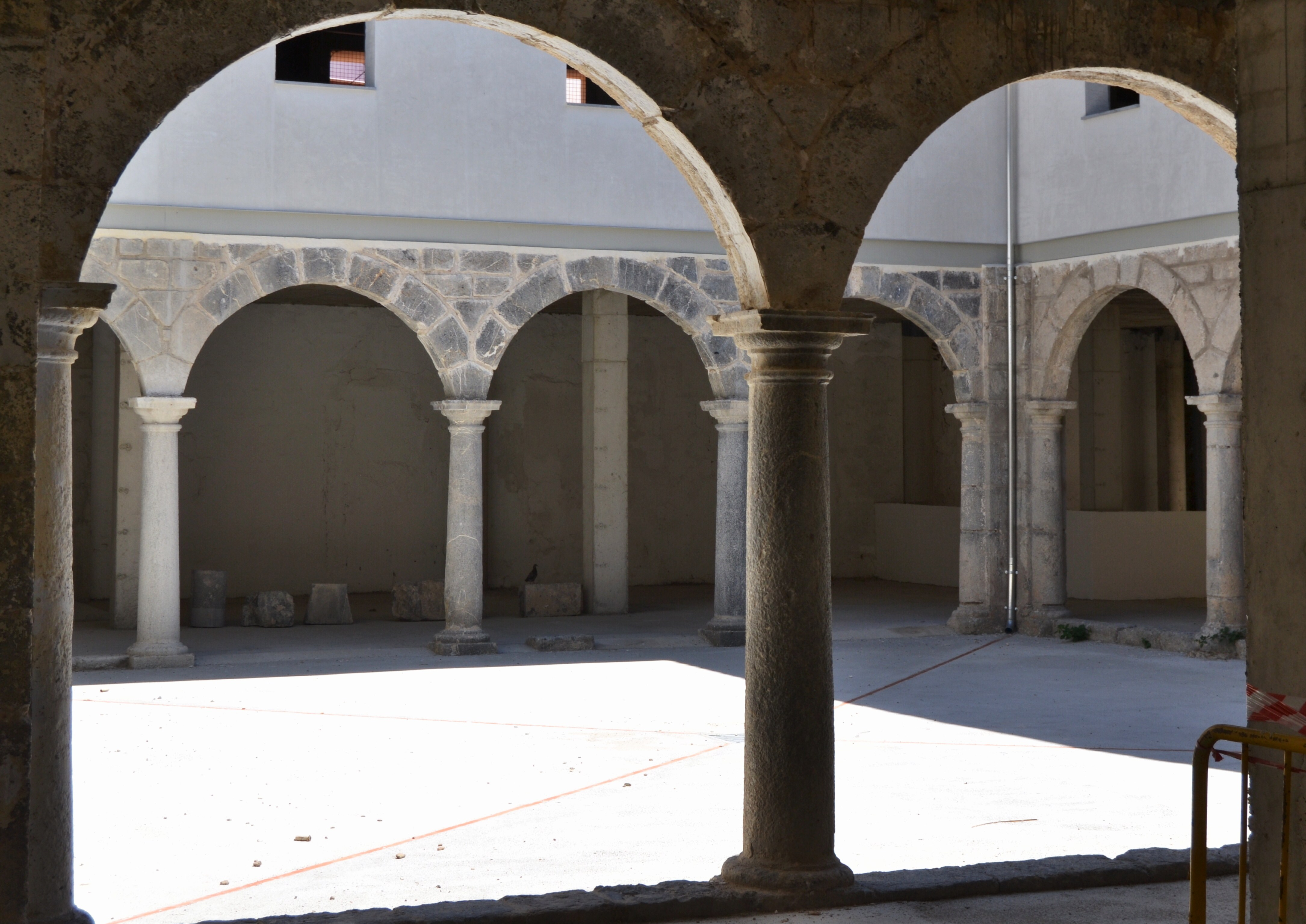
Claustro del antiguo convento.

Se sabe que la iglesia fue renovada y reedificada en 1852 y que en 1866 se construyó el altar mayor, que fue utilizado como cocina en la guerra civil española. La cúpula presenta pinturas al óleo sobre el muro, de los cuatro evangelistas y el Cordero Pascual, que fueron restauradas en 1996.
Durante la desamortización el convento después pasó a ser cuartel de la Guardia Civil. En 1978 su interior se repintó y decoró con azulejos alcorinos (imitación) representando escenas de la vida del Santo.
En su interior se conserva como un anexo a su estructura el antiguo claustro del convento, que actualmente, está en proceso de rehabilitación.
Durante el año 2005 se llevaron a cabo trabajos de excavación de la cripta del templo.
Actualmente, pertenece a la diócesis de Segorbe-Castellón, arciprestazgo 2, conocido como San Antonio Abad, con sede en Jérica, no estando considerada como parroquia, sino como simple iglesia.